# Zichy István (tárnokmester)

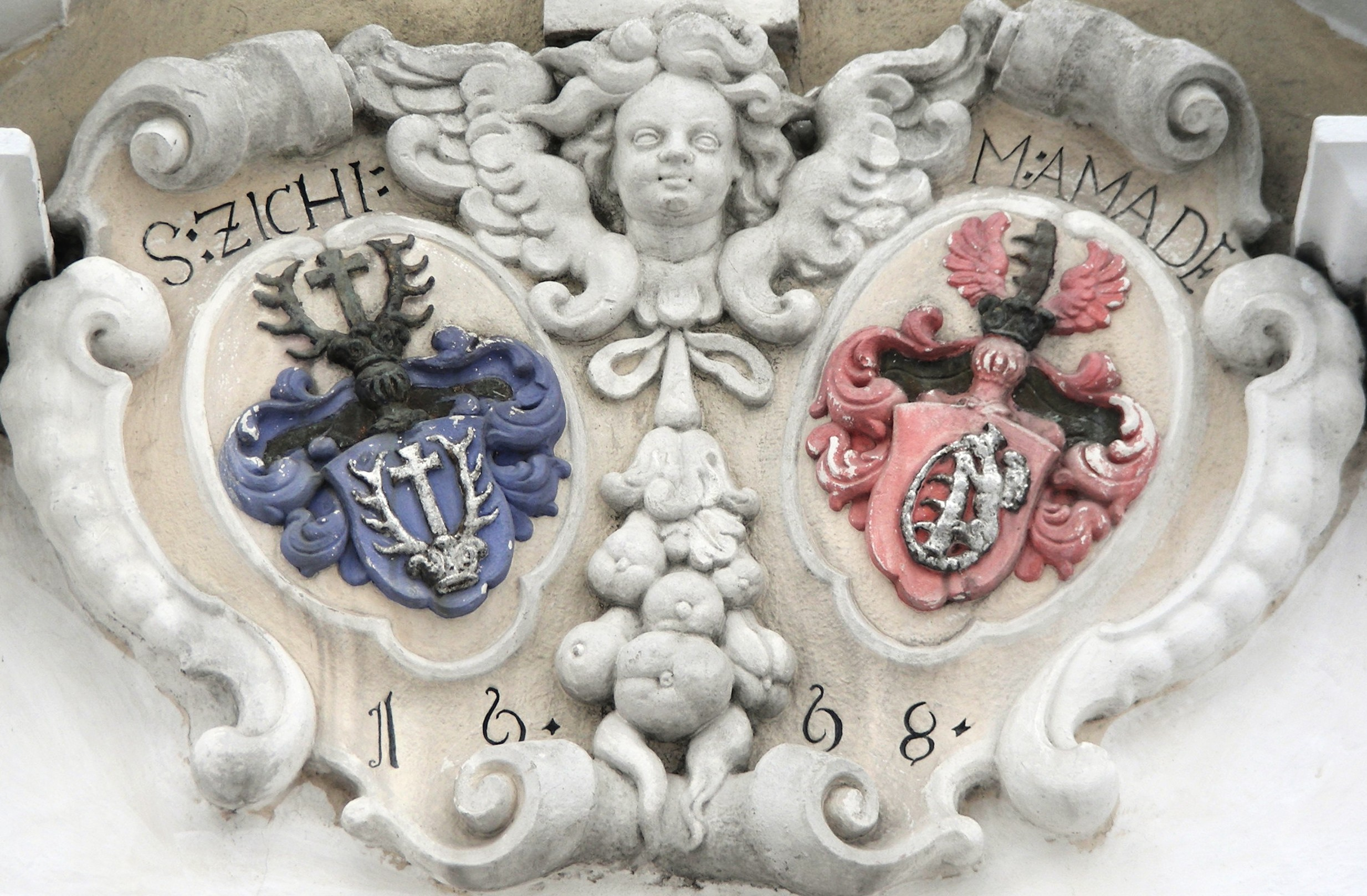
Gróf Zichy István és második neje, Amadé Magdolna családi címere az oroszvári Mária Magdolna római katolikus templomban

Gróf zicsi és vázsonykői Zichy István (Veszprém, 1616. szeptember 8. – Oroszvár, 1693. március 15.) tárnokmester, császári és királyi tábornok, koronaőr, Moson vármegye főispánja, aranysarkantyús vitéz, nagybirtokos, királyi tanácsos, kamarás, 1655-től báró, majd 1679-től gróf.

## Élete
Az ősrégi és tekintélyes zicsi és vázsonykői Zichy család sarja. Apja zicsi Zichy Pál (fl. 1580 körül–1638), előbb győri hadnagy, majd a veszprémi vár kapitánya (1616–1621, 1622–1626) végül hűségéért 1626-tól a győri végvidék vicegenerálisa. Anyja csábi Csáby Sára volt. Apai nagyszülei zicsi Zichy György (fl.. 1548–1604), Moson és Vas vármegye alispánja és sávoli Jósa Ilona voltak. Anyai nagyszülei Csáby Mihály, tatai főkapitány és pölöskefői Eördögh Katalin voltak. Nagybátyja zicsi Zichy Mihály (fl. 1583–1641) Vas vármegye szolgabírája, földbirtokos, akinek a két feleségétől, Dömölky Katalintól, majd szentjakabi Pethő Katalintól származó gyerekei a Zichy család köznemesi ágának az alapítói lettek.
Zichy István királyi asztalnok, tatai várkapitány volt, amikor 1644. április 18-án birtokadományt szerzett. 1647. január 15-én, a Moson vármegyei Leben, Zentmiklos, és Mechér birtokok átruházásakor asztalnok volt és a győri vár alkapitánya, 1647. június 3-án pedig a győri főkapitány helyettes volt. 1649-ben a Veszprém vármegyei vázsonykői várat és a hozzátartozó uradalmat szerezte meg; attól a pillanattól fogva kezdték használni a vázsonkeöi nemesi előnevét ő és a leszármazottjai. 1650. április 20-án III. Ferdinánd magyar király neki adományozta Várpalotát és vártartományát, majd 1652-ben az ekkor már romos Zádor-várat. Zichy István III. Ferdinánd kamarása volt. 1646 és 1655 között a győri végvidék vicegenerálisa (magyar királyképe). 1655-ben az uralkodó az udvari kamara elnökévé nevezte ki, és ekkor, 1655. július 17-én szerzett bárói címet. 1659. július 30-án I. Lipót magyar királytól 25 birtokot Komárom vármegyében, továbbá 11 birtokot Pest megyében szerzett adományként. 1661-től koronaőr volt, és 1679. augusztus 21-én grófi címet szerzett. 1681-től Moson vármegye főispánja, majd főajtónálló, 1690-ben tárnokmester. A család hatalmas vagyonát nagyrészt ő szerezte.
1693. március 15-én hunyt el oroszvári birtokán.

## Házasságai és gyermekei
Első felesége, vedredi és ögzényi Baranyai Mária (1616–1651), aki ögzényi Baranyai Tamásnak, a vedrödi uradalom birtokosának, és Koháry Magdolnának volt a leánya. Első házasságából született:
- gróf Zichy Pál (1640–1684), Moson vármegye főispánja, nagybirtokos. Neje báró nagykárolyi Károlyi Katalin (1650–1694)
- gróf Zichy István († 1700), nagybirtokos. Első neje bribéri Melith Mária. Második felesége Radolth Mária.
- gróf Zichy Klára. († 1671). Férje báró csíkszentkirályi és krasznahorkai Andrássy Miklós († 1686)

Második neje, báró várkonyi Amadé Magdolna († 1714. november 17.) volt, akinek a szülei báró várkonyi Amadé Lénárd alnádor és bucsányi Geczel Orsolya voltak. Második nejétől származott:
- gróf Zichy Ádám († 1701), nagybirtokos. Első felesége gróf gymesi és gácsi Forgách Zsuzsanna; második házastársa gróf orbovai Jakussith Teréz.